# Železniční trať Brno – Hrušovany nad Jevišovkou-Šanov
Železniční trať Brno – Hrušovany nad Jevišovkou-Šanov (v jízdním řádu pro cestující označená číslem 244) je jednokolejná regionální dráha v Jihomoravském kraji. Trať vede z Brna přes Střelice a Moravské Bránice do stanice Hrušovany nad Jevišovkou-Šanov. Trať propojuje hlavní trať Břeclav–Znojmo s hlavní tratí Brno–Jihlava.

## Historie
Provoz na dráze byl zahájen v roce 1870, kdy tvořila součást hlavní trati c. k. privilegované Rakouské společnosti státní dráhy z Vídně do Brna (Vídeň – Laa an der Thaya – Hrušovany nad Jevišovkou – Střelice – Brno). V úseku ze Střelic do Brna využila část již postavené trati z Brna do Zastávky společnosti Brněnsko-rosická dráha. Vlaky z Hrušovan mířily na dolní nádraží a poté po spojce (kolem dnešní Vaňkovky a obchodního centra Dornych) na hlavní nádraží. Stavebně byla trať, včetně všech čtyř tunelů (Malého Prštického, Velkého Prštického, Na Réně a Budkovického), dimenzována na případné položení druhé koleje. Úsek Brno–Střelice je vzhledem k souběhu s tratí Brno–Jihlava dvoukolejný. Celoželezný příhradový viadukt přes údolí řeky Jihlavy mezi Moravskými Bránicemi a Moravským Krumlovem, tzv. Ivančický viadukt, patřil ve své době k nejobdivuhodnějším dopravním stavbám v celé rakousko-uherské monarchii. Viadukt byl na konci 70. let 20. století zcela nahrazen novým mostem. Most přes řeku Bobravu mezi Radosticemi a Střelicemi, je, stejně jako zbytek starého Ivančického viaduktu, památkově chráněn.
Od začátku platnosti jízdního řádu 2018/2019 byla na žádost obce Šanov stanice Hrušovany nad Jevišovkou přejmenována na Hrušovany nad Jevišovkou-Šanov.
V červenci 2020 byla zahájena modernizace a elektrifikace úseku Brno-Horní Heršpice – Střelice. Upravená trať, na níž vznikly dvě nové zastávky Brno-Starý Lískovec a Ostopovice, byla zprovozněna v září 2021.

## Navazující tratě

### Brno
- Trať 240 Brno-Horní Heršpice - Střelice - Studenec - Okříšky - Jihlava
- Trať 250 (Praha) - Havlíčkův Brod - Brno - Kúty (ŽSR)
- Trať 260 Brno – Česká Třebová
- Trať 300 Brno – Přerov (– Bohumín)
- Trať 340 Brno – Uherské Hradiště

### Střelice
- Trať 240 Brno-Horní Heršpice - Střelice - Studenec - Okříšky - Jihlava

### Moravské Bránice
- Trať 244 Moravské Bránice – Oslavany

### Hrušovany nad Jevišovkou-Šanov
- Trať 245 Hevlín - Hrušovany nad Jevišovkou-Šanov
- Trať 246 Břeclav - Boří les - Hrušovany nad Jevišovkou-Šanov - Znojmo

## Stanice a zastávky

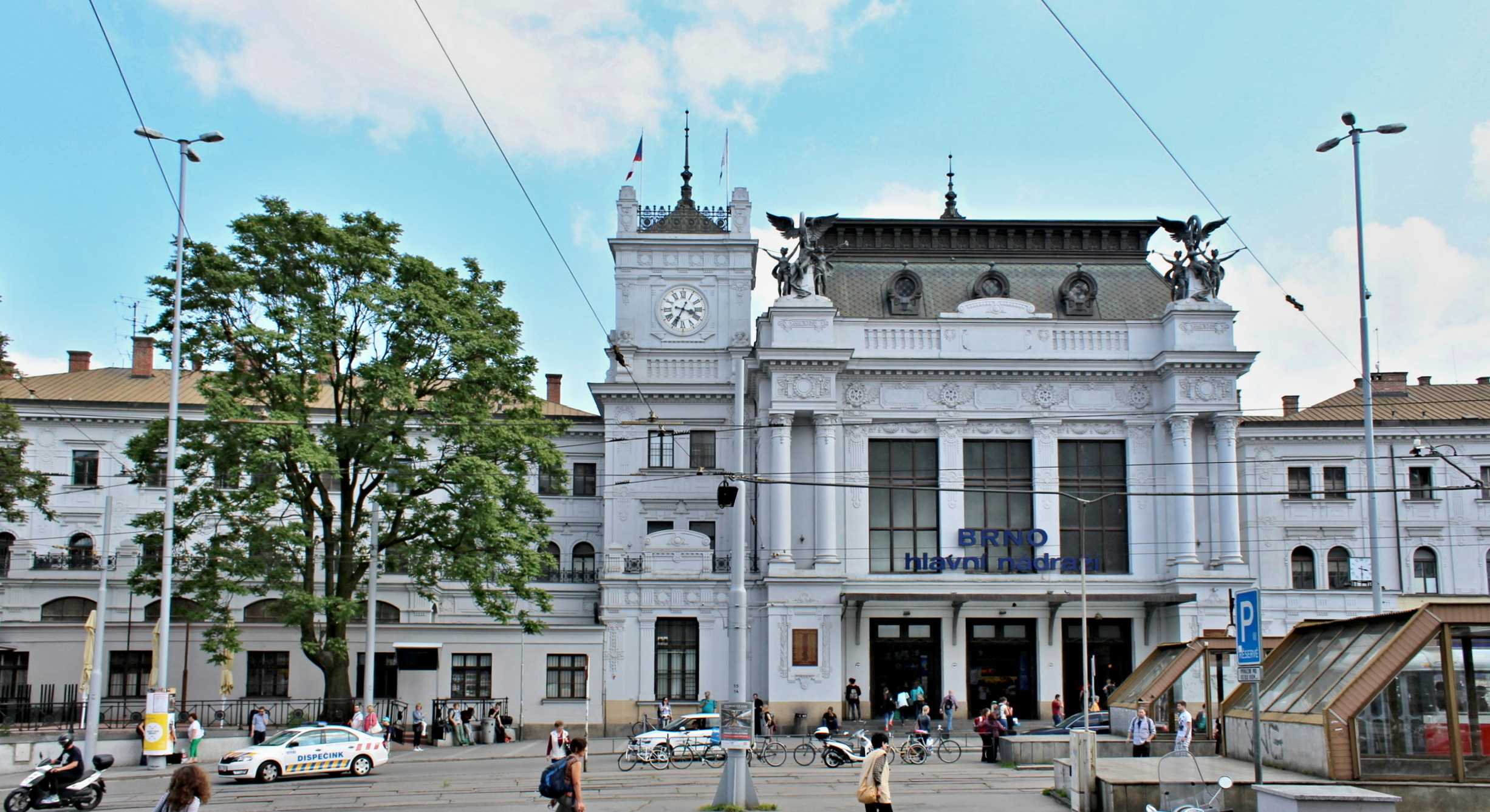
Brno hlavní nádraží
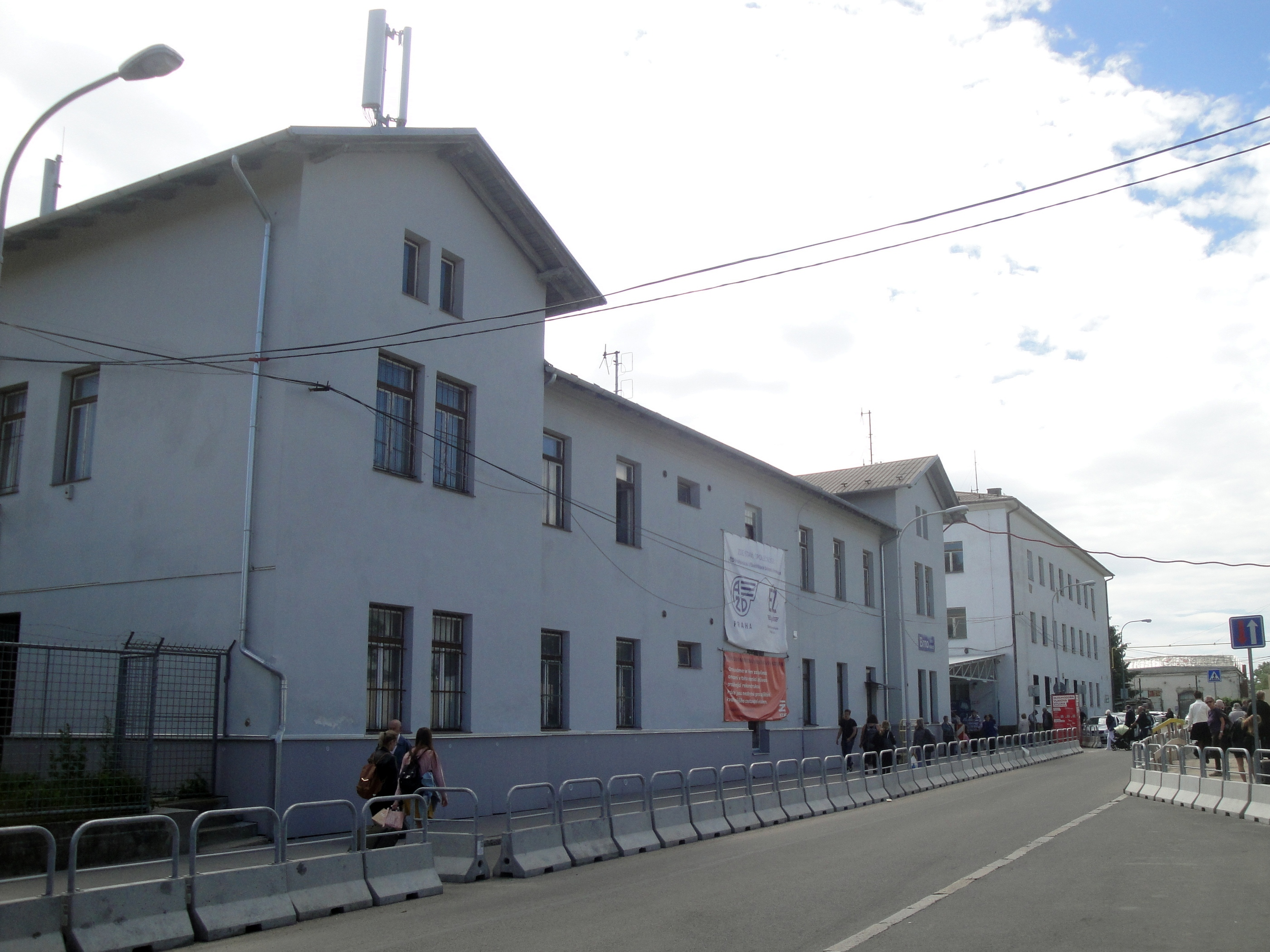
Brno dolní nádraží
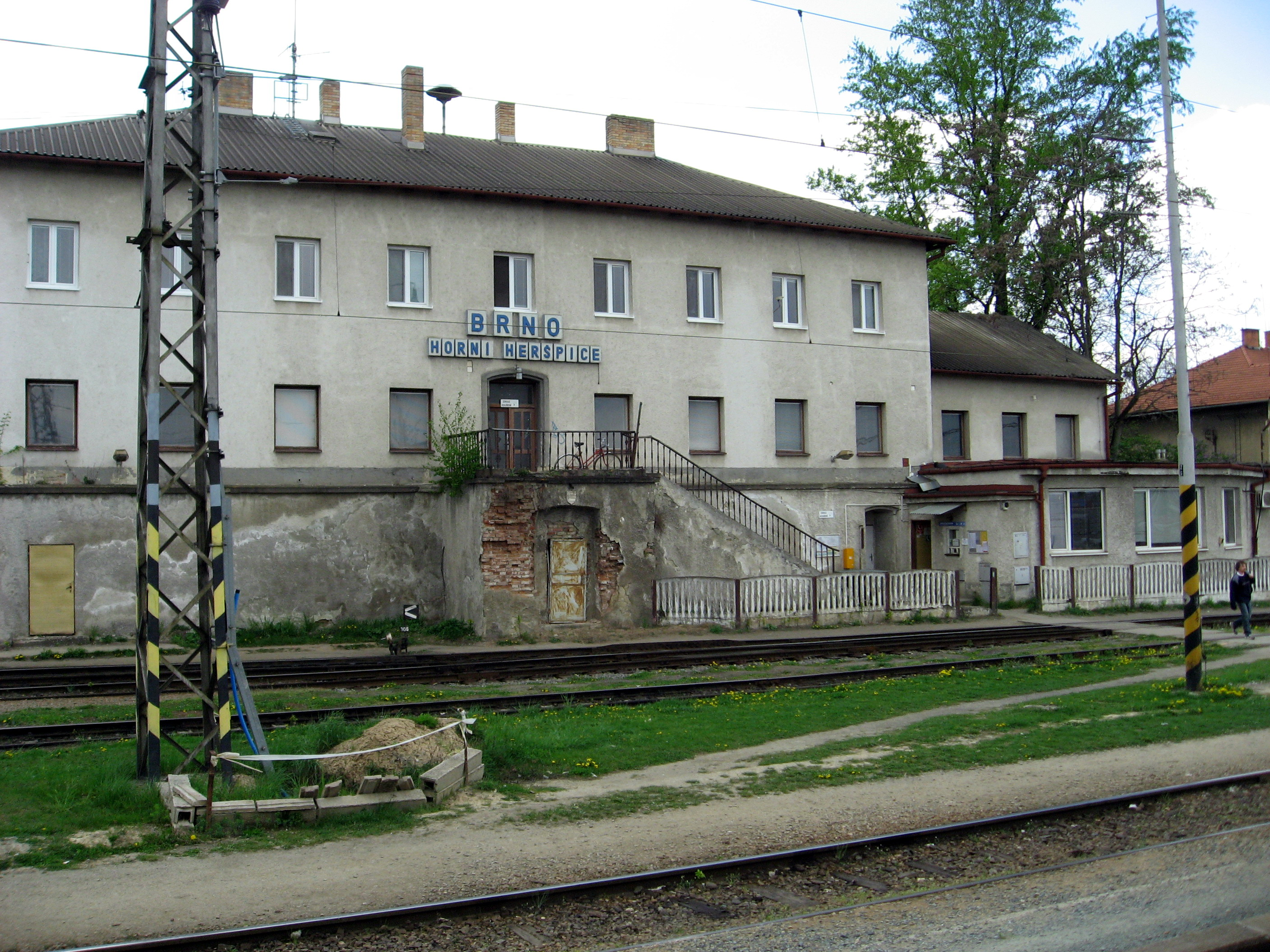
Brno-Horní Heršpice
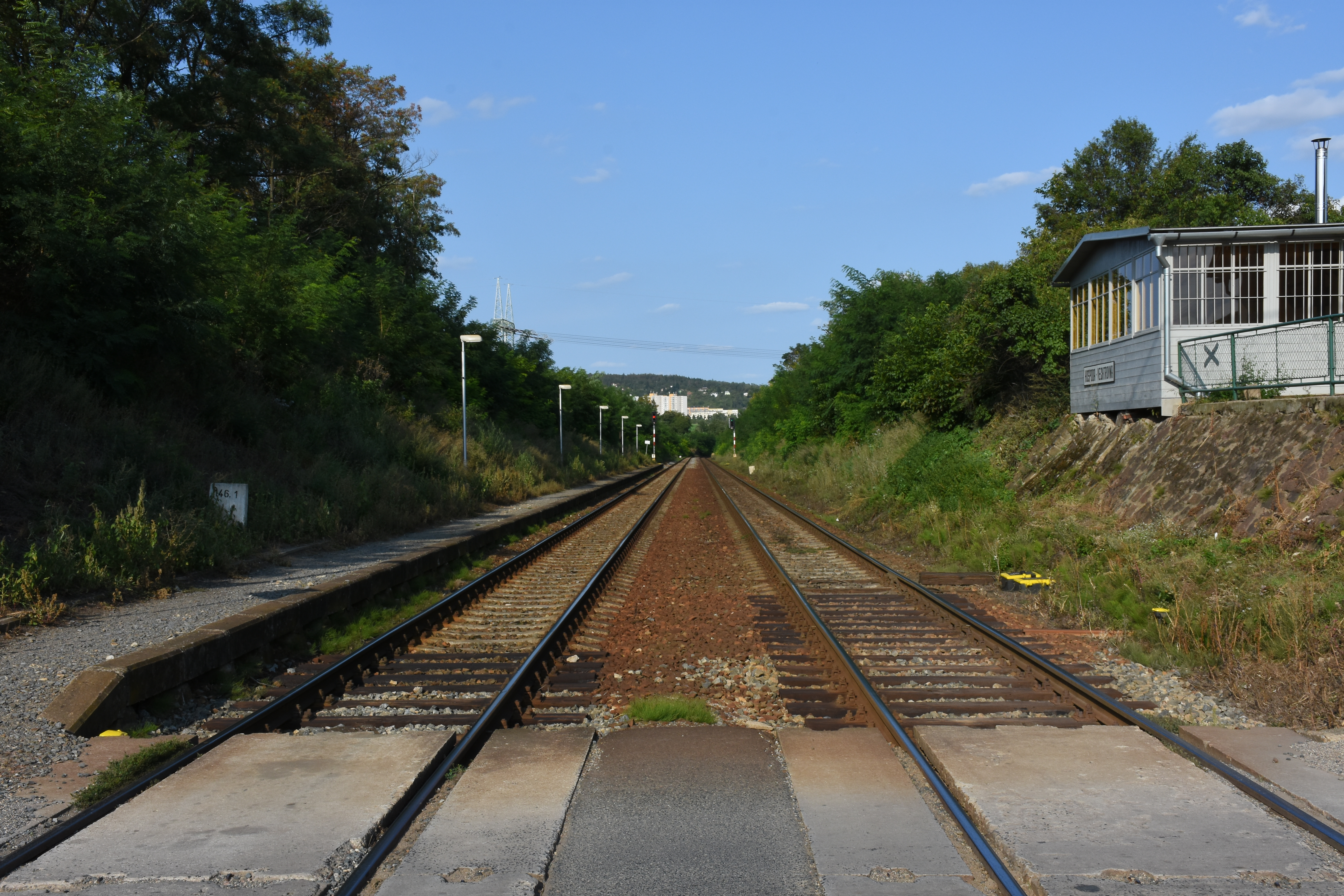
Troubsko
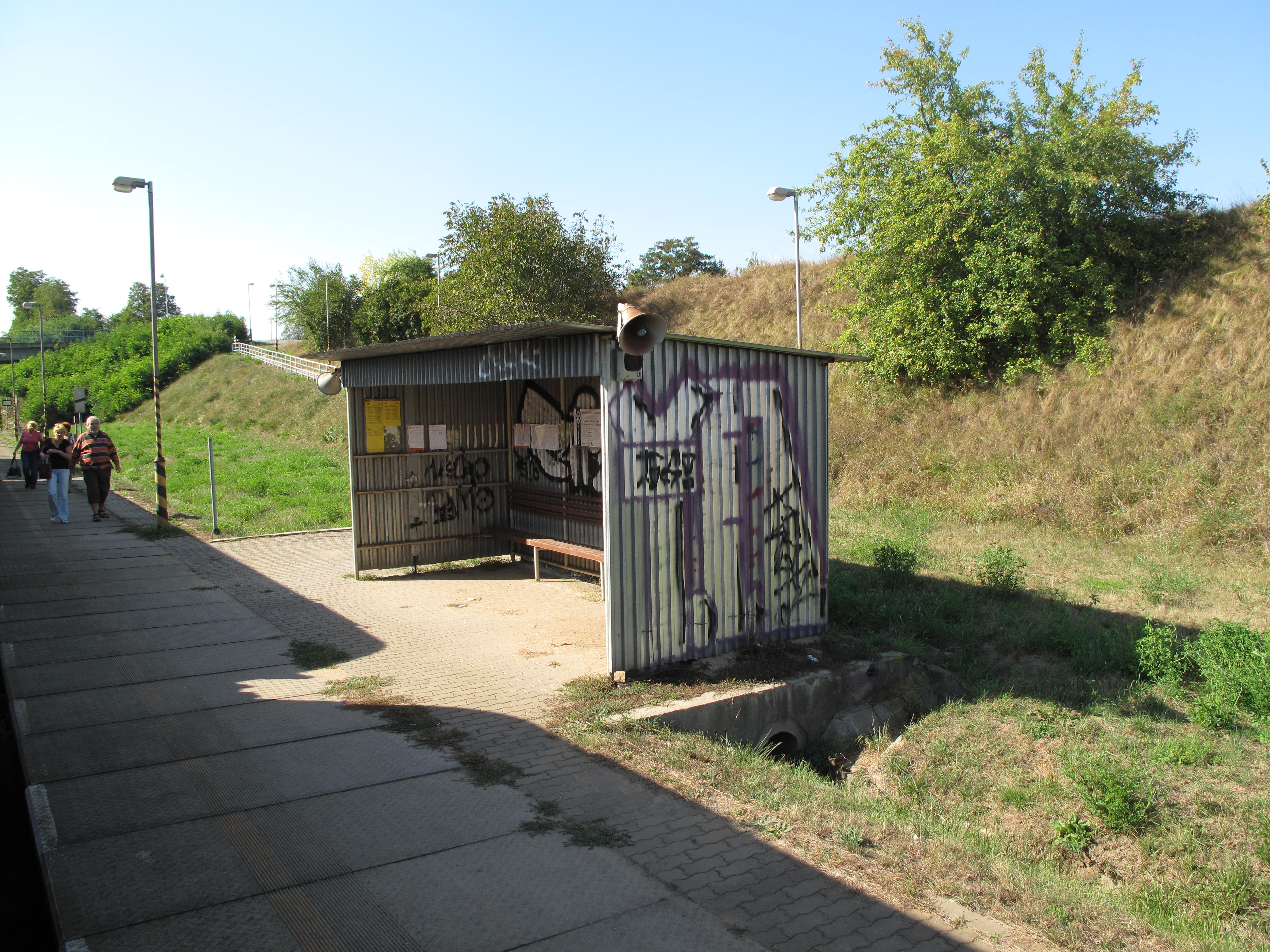
Střelice dolní
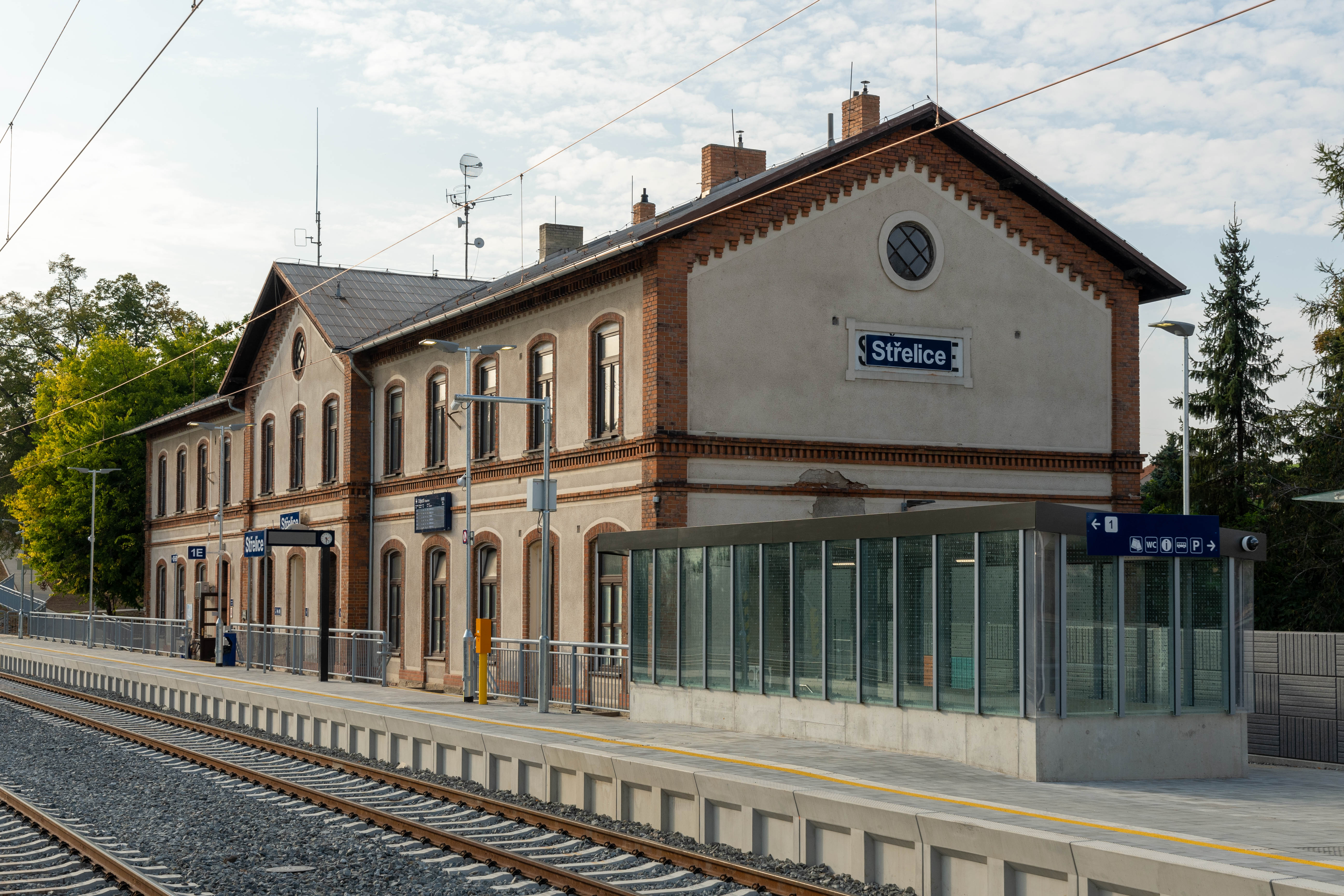
Střelice
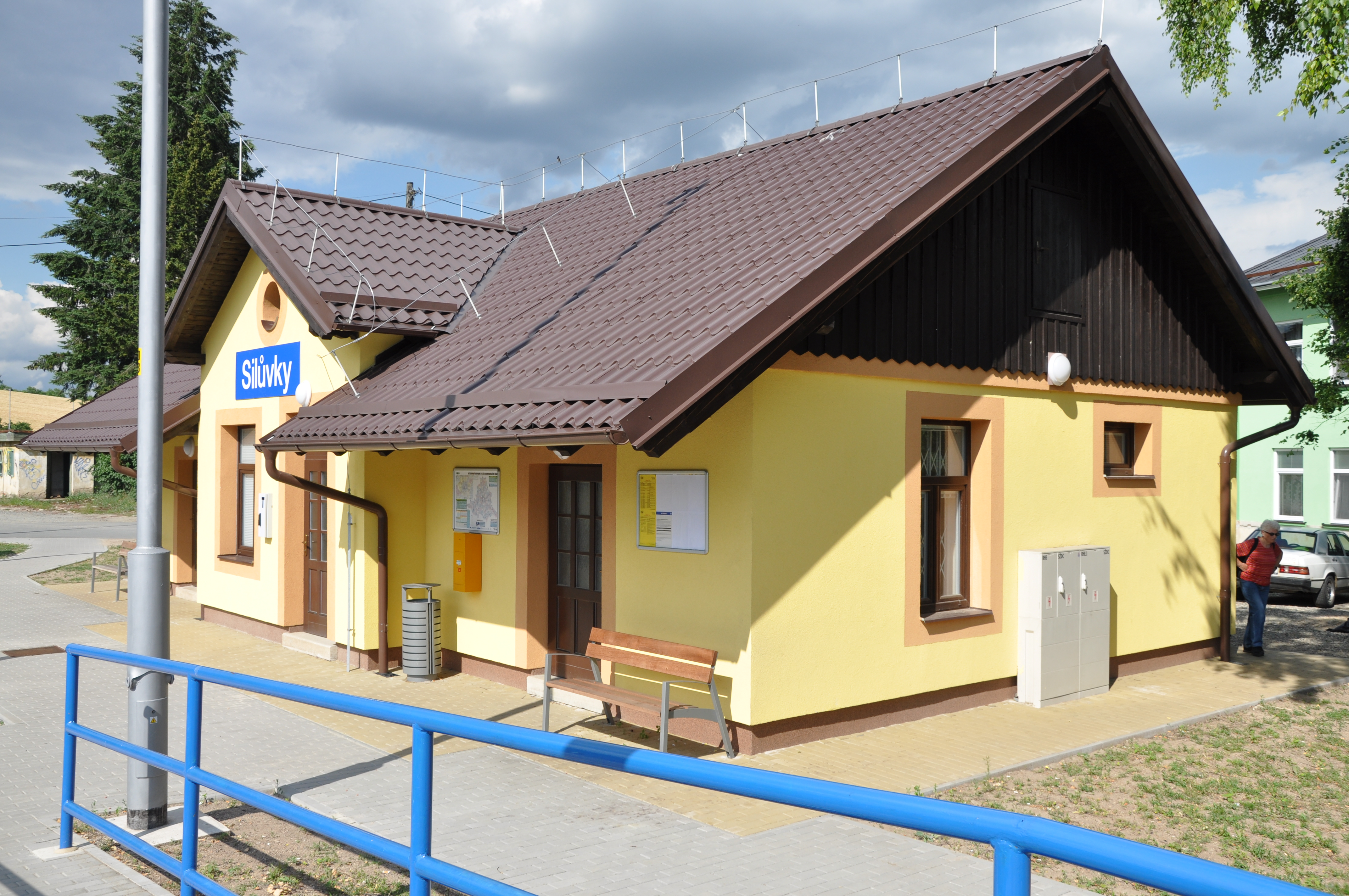
Silůvky
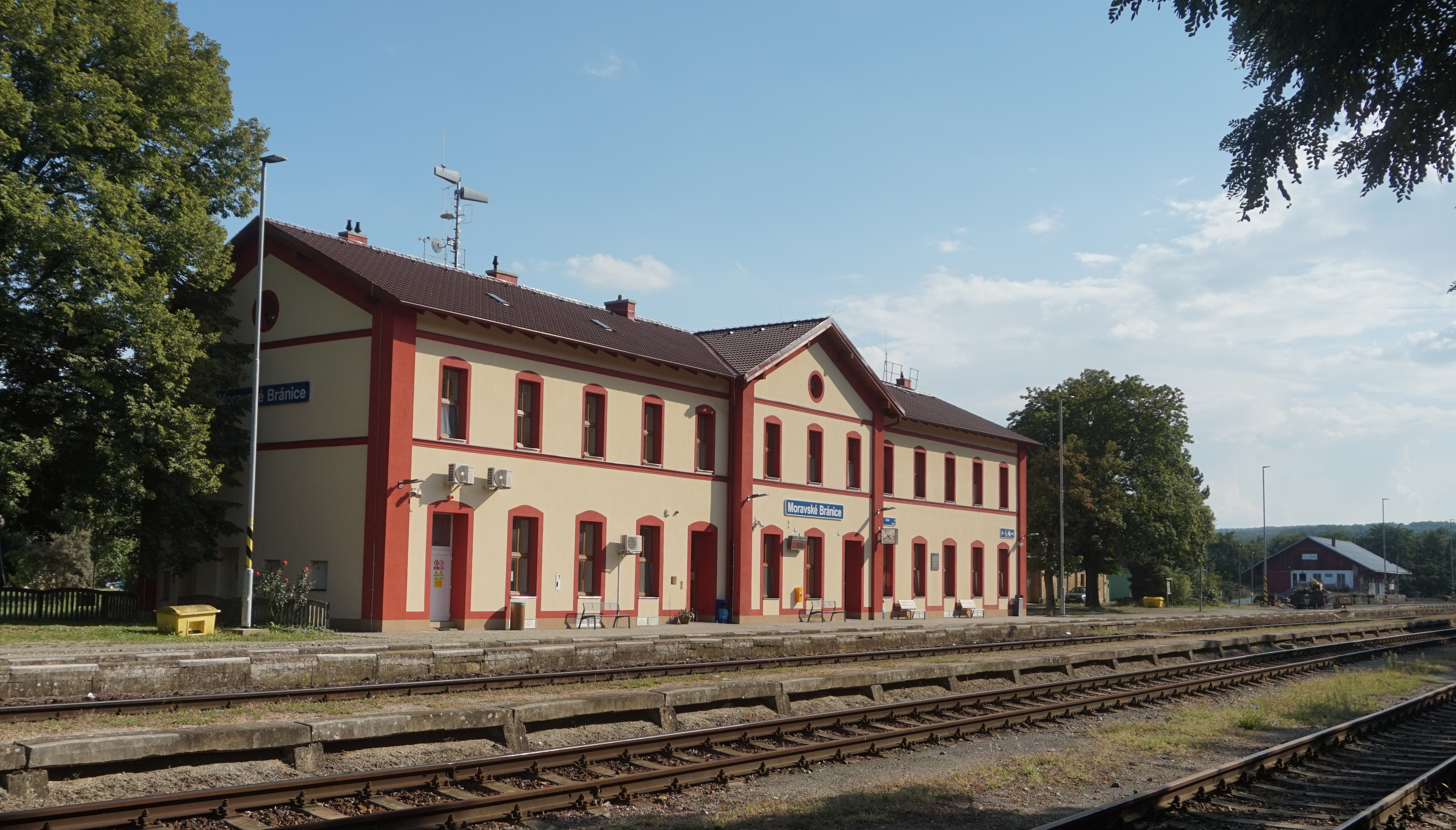
Moravské Bránice
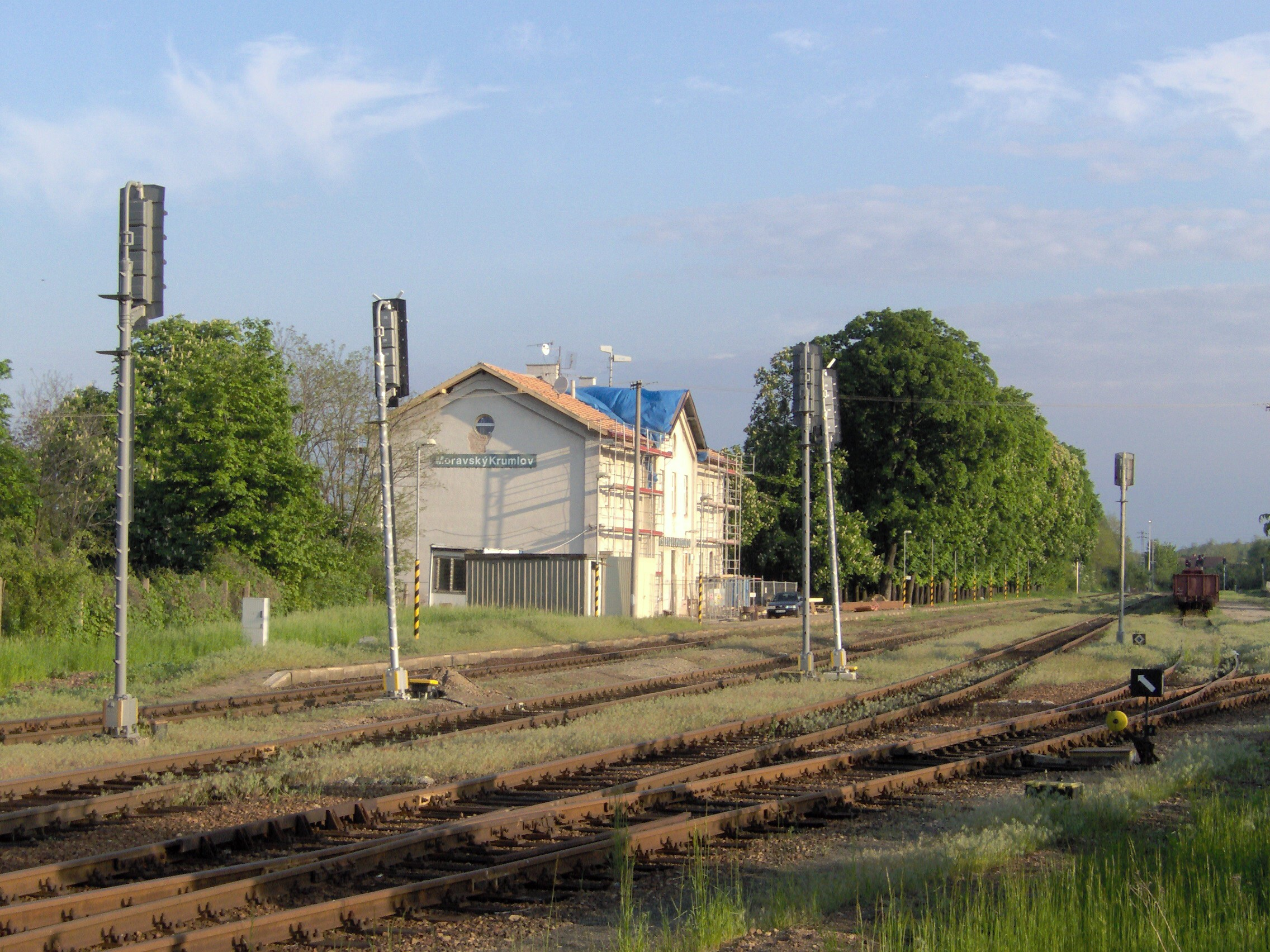
Moravský Krumlov
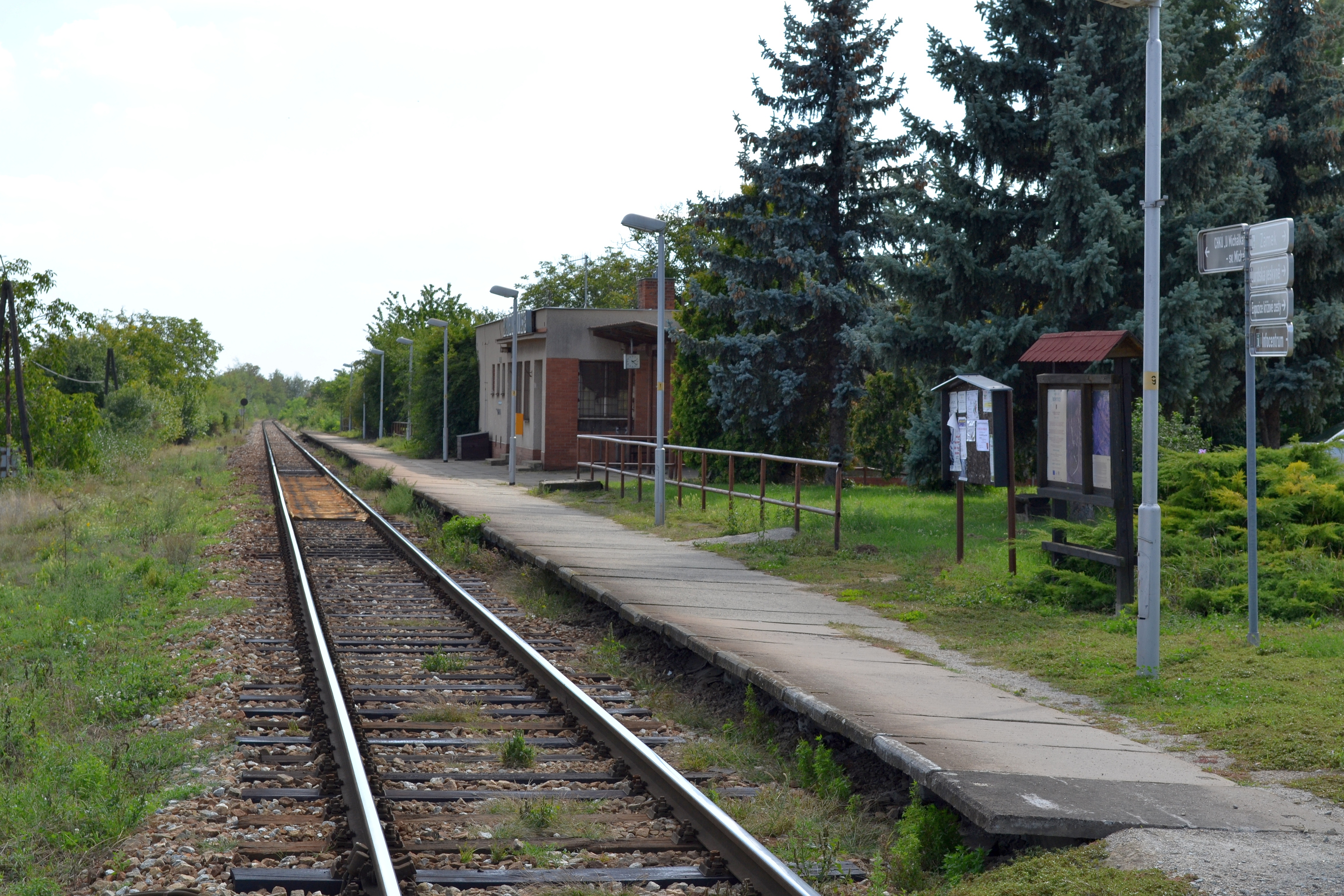
Bohutice
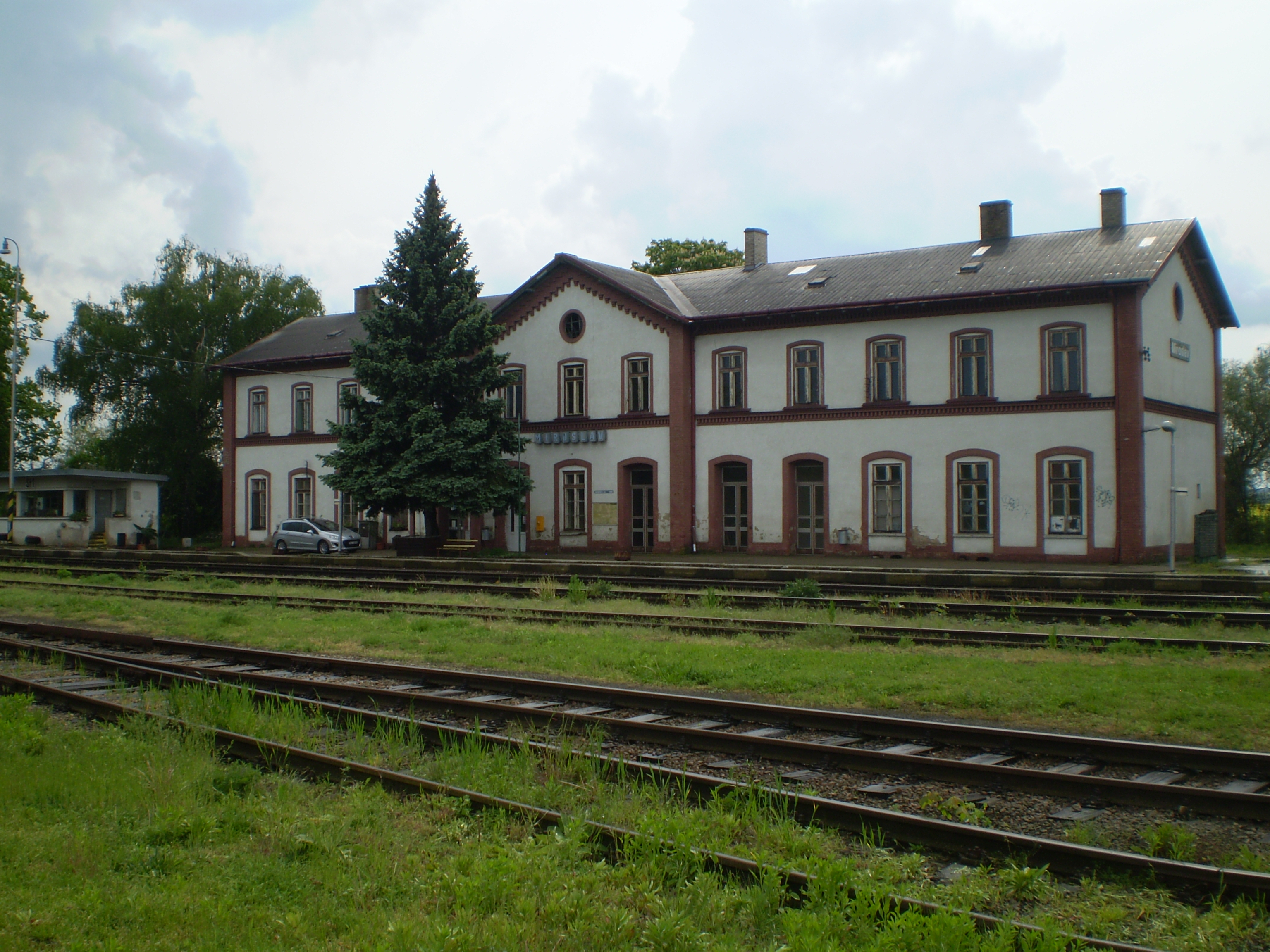
Miroslav
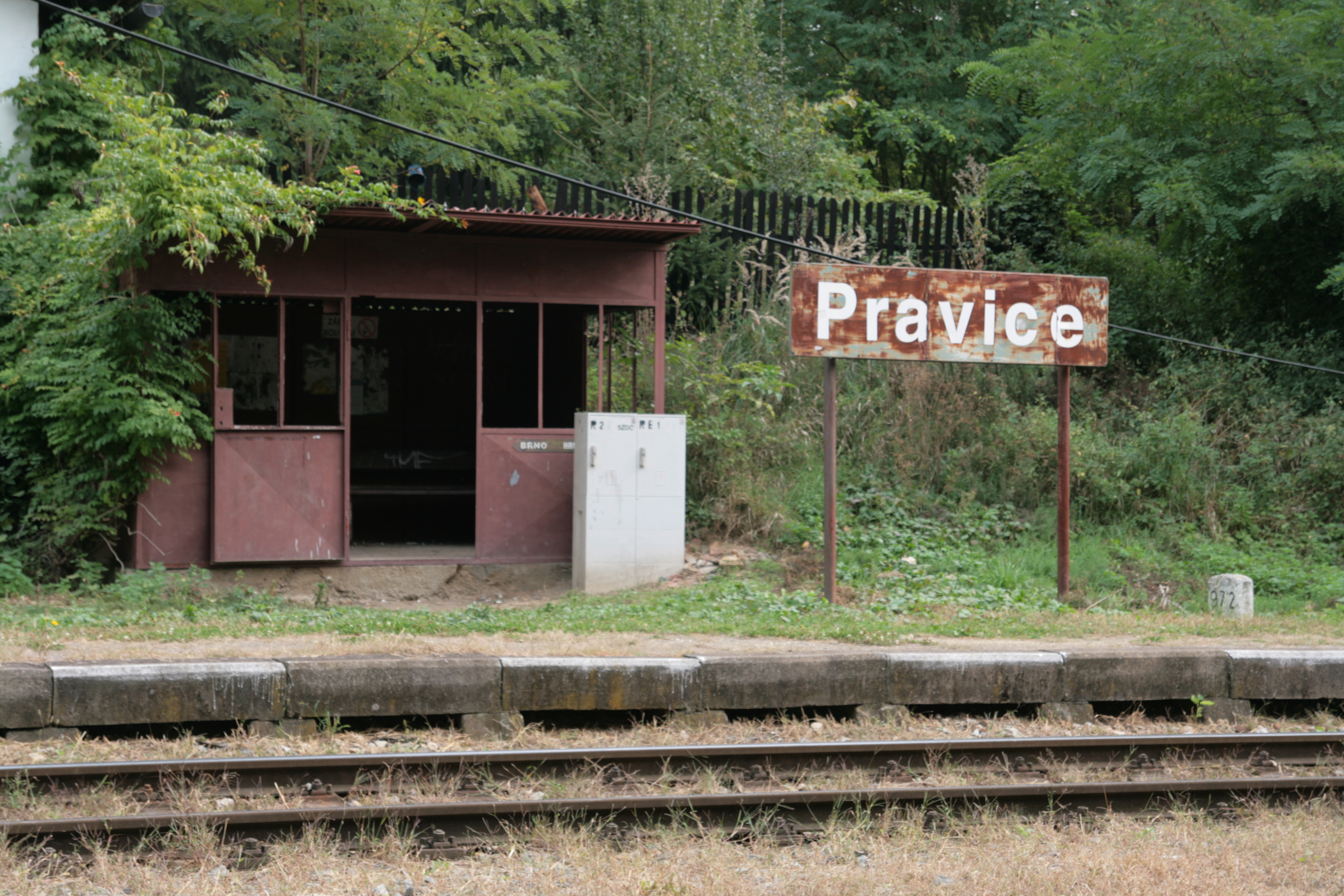
Pravice
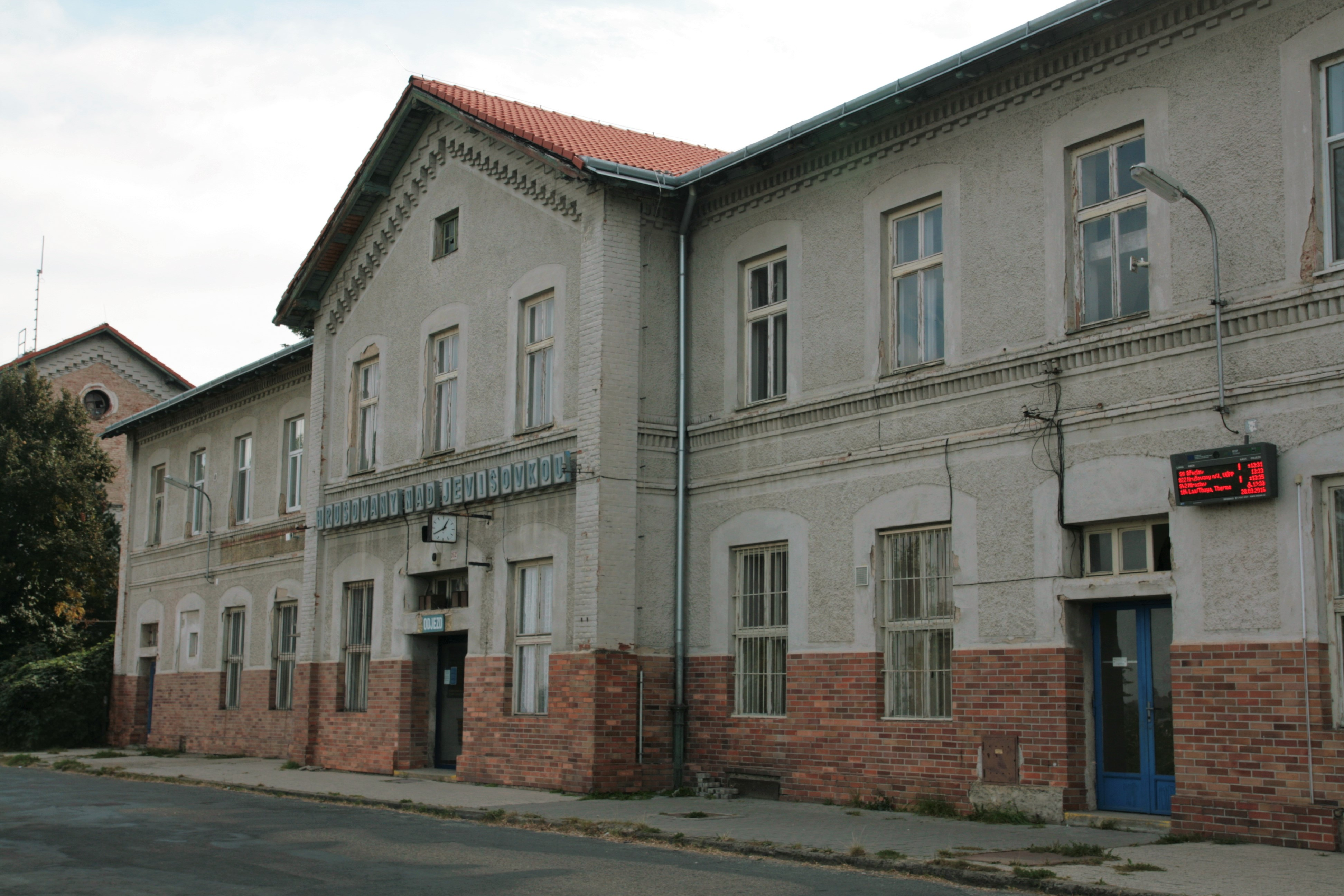
Hrušovany nad Jevišovkou-Šanov